# Something Else by The Kinks
Something Else by The Kinks (с англ. — «Кое-что ещё от Кинкз»; иногда упоминается как Something Else (с англ. — «Кое-что ещё») — пятый студийный альбом британской рок-группы The Kinks, выпущенный в сентябре 1967 года. Эта последняя запись, в которой участвовал американский продюсер Шел Талми; с этого момента продюсером был Рей Дэвис. Многие композиции альбома были записаны при участии клавишника Ники Хопкинса и жены Рея, Расы Дэвис, на бэк-вокале. Альбом включает в себя два хита: «Waterloo Sunset» и «Death of a Clown». В 2003 году альбом занял 289 место в списке 500 величайших альбомов всех времён по версии журнала
Rolling Stone.

## Предыстория и запись

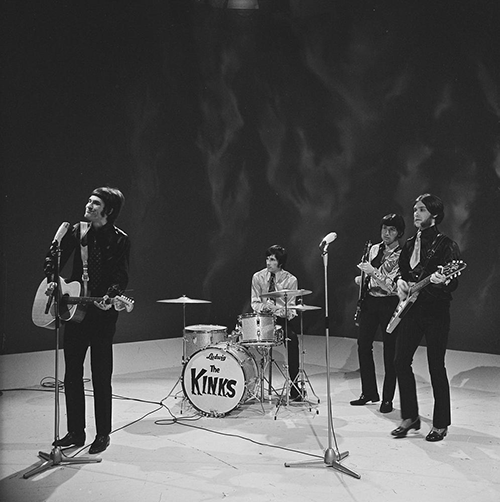
The Kinks в 1967 году.

Поскольку Рей Дэвис взял на себя контроль над производством после ухода Шела Талми, альбом Something Else ознаменовал изменение стиля звука и производства The Kinks. Рей чувствовал себя неуверенным в своем умении делать микширование и запись своих песен, позже он комментировал это так: 

Я чувствую, что мне не разрешалось выпускать что-то ещё. То, что вошло в альбом, требовало кого-то, чей подход был немного более мирским.Оригинальный текст (англ.)I feel that I shouldn't have been allowed to produce Something Else. What went into an album required someone whose approach was a little bit more mundane. 
Помимо песни «End of the Season», альбом был записан между осенью 1966 года и летом 1967 года, тогда группа сократила гастроли и начали записывать и накапливать песни, которые сочинял Рей, для на тот момент ещё скудного проекта под названием «заросшее село» (англ. village green). Песня «Village Green» была записана в ноябре 1966 года во время записи альбома, но была выпущена на французском EP в 1967 году и не появлялась на пластинке The Kinks; она вошла в трек-лист следующего релиза группы The Kinks Are the Village Green Preservation Society.
В плане написания текстов Рей был вдохновлён предметами касающиеся английского народа, такие песни как «Two Sisters», лениво шаркающий «End of the Season» и сардонический «David Watts».
Альбом включает в себя три песни, которые сочинил брат Рея — Дейв Дэвис (а также хит альбома «Death of a Clown», которую сочинили оба брата).

## Отзывы критиков
| Оценки критиков               | Оценки критиков |
| Источник                      | Оценка          |
| ----------------------------- | --------------- |
| AllMusic                      | [ 2 ]           |
| Pitchfork                     | 9.3/10          |
| Rolling Stone                 | положительно    |
| Encyclopedia of Popular Music | [ 7 ]           |
| Sputnikmusic                  | [ 8 ]           |

Альбом плохо продавался в Великобритании, отчасти потому, что он конкурировал с бюджетными сборниками ранних хитов Kinks с 1964—1966 годов; также Pye Records выпустили «Waterloo Sunset» и «Death of the Clown» и другие песни ещё до появления альбома. Something Else также плохо продавался в США после издания в январе 1968 года, когда группа всё ещё была запрещена в Америке на выступления в прямом эфире и на телевидении.

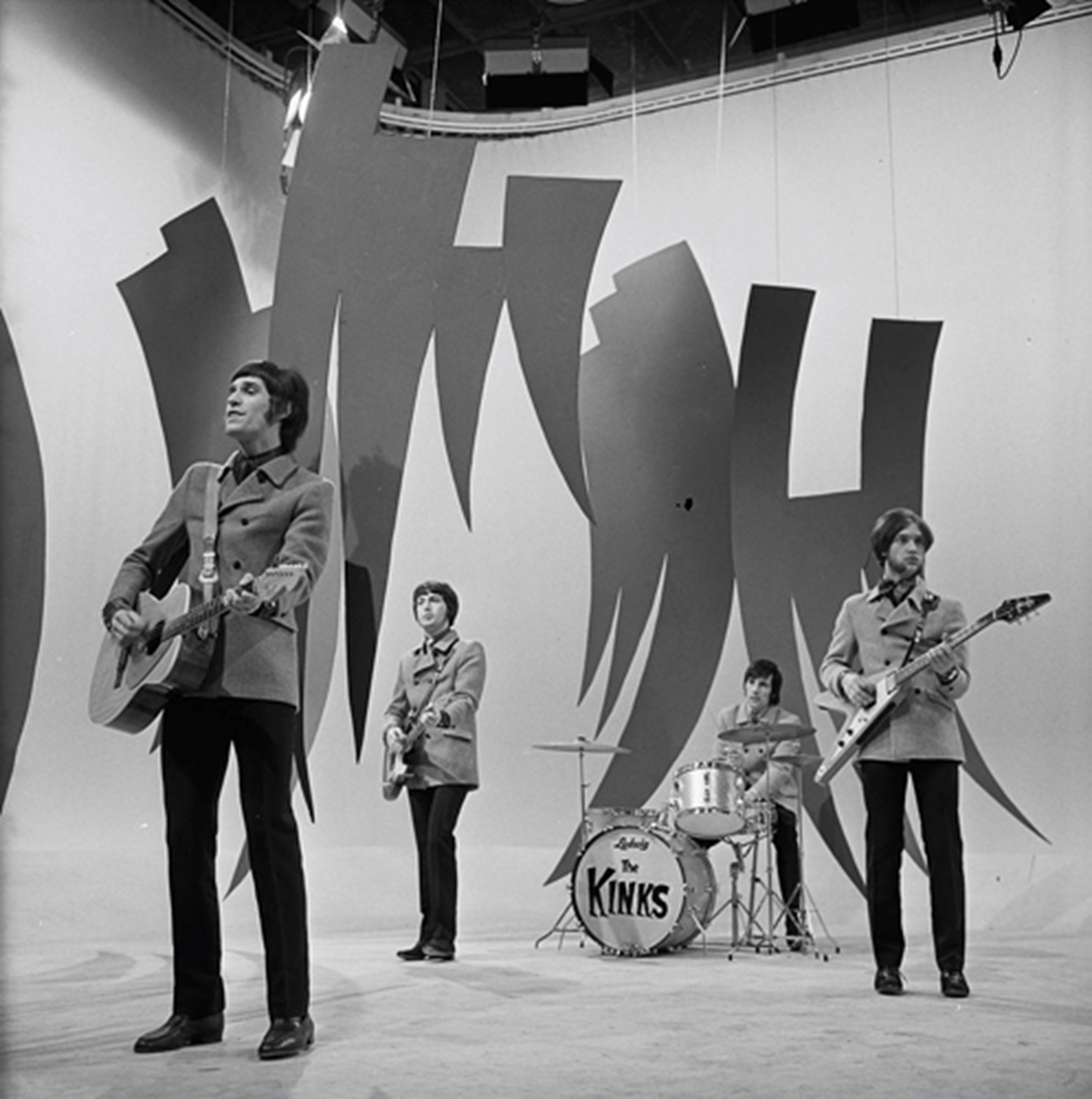
The Kinks в телевизионной программе Fanclub в 1967 году.

Критик журнала Rolling Stone Джеймс Померой в своём обзоре в марте 1968 года считал, что это был лучший альбом, который сделал The Kinks в этой области, восхваляя «юмор, цинизм, восприятие и иронию», где группа хорошо себя проявила, как он считаетef. Джеймс отметил такие песни, как «David Watts» и «Waterloo Sunset» в качестве лучших композиций на альбоме, а также похвалил три вклада Дейва Дэвиса.
Стивен Томас Эрлевайн в ретроспективном обзоре AllMusic считает, что «ностальгические и сентиментальные» песни являются ключевыми, и что эта часть «великой силы альбома заключается в его спокойной музыке, поскольку она обеспечивает элегантную поддержку портретов и виньета персонажей Дэвиса».
В 2003 году альбом занял 288 место в списке 500 величайших альбомов всех времён по версии журнала
Rolling Stone.

## Список композиций
Все песни сочинил Рей Дэвис, за исключением отмеченных.
| №   | Название                      | Композиторы           | Длительность |
| --- | ----------------------------- | --------------------- | ------------ |
| 1.  | «David Watts»                 |                       | 2:32         |
| 2.  | «Death of a Clown»            | Дейв Дэвис, Рей Дэвис | 3:04         |
| 3.  | «Two Sisters»                 |                       | 2:01         |
| 4.  | «No Return»                   |                       | 2:03         |
| 5.  | «Harry Rag»                   |                       | 2:16         |
| 6.  | «Tin Soldier Man»             |                       | 2:49         |
| 7.  | «Situation Vacant»            |                       | 3:16         |
| 8.  | «Love Me till the Sun Shines» | Дейв Дэвис            | 3:16         |
| 9.  | «Lazy Old Sun»                |                       | 2:48         |
| 10. | «Afternoon Tea»               |                       | 3:27         |
| 11. | «Funny Face»                  | Дейв Дэвис            | 2:17         |
| 12. | «End of the Season»           |                       | 2:57         |
| 13. | «Waterloo Sunset»             |                       | 3:15         |

Примечания: В оригинальной версии полноформатной пластинки, первая сторона содержит треки 1-7; вторая сторона 8-13.

### Бонус-треки включённые после переиздания в 1998 и в 2004 году на CD
| №   | Название                                         | Композиторы           | Длительность |
| --- | ------------------------------------------------ | --------------------- | ------------ |
| 14. | «Act Nice and Gentle»                            |                       | 2:39         |
| 15. | «Autumn Almanac»                                 |                       | 3:05         |
| 16. | «Susannah's Still Alive»                         | Дейв Дэвис            | 2:22         |
| 17. | «Wonderboy»                                      |                       | 2:49         |
| 18. | «Polly»                                          |                       | 2:51         |
| 19. | «Lincoln County»                                 | Дейв Дэвис            | 3:12         |
| 20. | «There Is No Life Without Love»                  | Дейв Дэвис, Рей Дэвис | 2:01         |
| 21. | «Lazy Old Sun» (Ранее не изданная стерео версия) |                       | 2:53         |

### Бонус-треки делюкс издания Sanctuary Records 2011 года CD1
| №   | Название                                                                         | Композиторы           | Длительность |
| --- | -------------------------------------------------------------------------------- | --------------------- | ------------ |
| 14. | «Act Nice and Gentle» (Моно)                                                     |                       | 2:39         |
| 15. | «Mr. Pleasant» (Моно)                                                            |                       | 3:00         |
| 16. | «Susannah's Still Alive» (Моно)                                                  | Дейв Дэвис            | 2:21         |
| 17. | «Autumn Almanac» (Моно)                                                          |                       | 3:09         |
| 18. | «Harry Rag» (Альтернативная версия)                                              |                       | 2:13         |
| 19. | «David Watts» (Альтернативная версия)                                            |                       | 2:32         |
| 20. | «Afternoon Tea» (Канадский моно микс)                                            |                       | 3:26         |
| 21. | «Sunny Afternoon» (Запись с BBC)                                                 |                       | 2:52         |
| 22. | «Autumn Almanac» (Запись с BBC)                                                  |                       | 3:05         |
| 23. | «Mr. Pleasant» (Запись с BBC)                                                    |                       | 2:48         |
| 24. | «Susannah's Still Alive» (Запись с BBC)                                          | Дейв Дэвис            | 2:14         |
| 25. | «David Watts» (Запись с BBC)                                                     |                       | 2:10         |
| 26. | «Love Me Till the Sun Shines» (Запись с BBC, другая версия есть на Picture Book) | Дейв Дэвис            | 2:19         |
| 27. | «Death of a Clown» (Запись с BBC)                                                | Дейв Дэвис, Рей Дэвис | 2:54         |
| 28. | «Good Luck Charm» (Запись с BBC)                                                 |                       | 1:20         |
| 29. | «Harry Rag» (Запись с BBC)                                                       |                       | 2:25         |
| 30. | «Little Women» (Опорная композиция)                                              |                       | 2:10         |

### Бонус-треки делюкс издания Sanctuary Records 2011 года CD2
| №   | Название                                          | Композиторы | Длительность |
| --- | ------------------------------------------------- | ----------- | ------------ |
| 14. | «Susannah's Still Alive» (Стерео)                 | Дейв Дэвис  | 2:21         |
| 15. | «Autumn Almanac» (Стерео)                         |             | 3:13         |
| 16. | «Sand on My Shoes» (Стерео)                       |             | 3:05         |
| 17. | «Afternoon Tea» (Альтернативная версия)           |             | 3:45         |
| 18. | «Mr. Pleasant» (Альтернативная версия)            |             | 3:22         |
| 19. | «Lazy Old Sun» (Альтернативная вокальная версия)  |             | 3:15         |
| 20. | «Funny Face» (Альтернативная стерео версия)       | Дейв Дэвис  | 2:42         |
| 21. | «Afternoon Tea» (Немецкая стерео версия)          |             | 2:15         |
| 22. | «Tin Soldier Man» (Альтернативная опорная версия) |             | 3:06         |

## Участники записи
| - Рей Дэвис — вокал, ритм-гитара, губная гармоника, арфа, клавесин, орган, туба, маракасы, продюсер - Дейв Дэвис — вокал («Death of a Clown», «Love Me till the Sun Shines» и «Funny Face»), бэк-вокал, соло-гитара, двенадцатиструнная гитара - Пит Куайф — бэк-вокал, бас-гитара - Мик Айвори — барабаны, перкуссия | - Шел Талми — продюсер - Марио Хэллхабер — фотограф - Ники Хопкинс — клавишные, пианино - Раса Дэвис — бэк-вокал |